# Open Source Geospatial Foundation
La Open Source Geospatial Foundation (OSGeo), es una organización no gubernamental cuya misión es dar soporte y promover el desarrollo colaborativo de tecnologías geoespaciales y datos abiertos. Tiene entidad legal de fundación y fue constituida en febrero de 2006 para proporcionar apoyo financiero, legal y organizativo a toda la Comunidad geoespacial del software libre y el software de código abierto. También sirve, como entidad legal independiente a través de la cual sus miembros pueden realizar contribuciones de código, fondos u otros recursos con la seguridad de que ese conocimiento y el resto de contribuciones estarán disponibles para beneficio de todo el mundo.
La Fundación OSGeo está inspirada, tanto en sus principios como en su forma de gobierno, en la Fundación Apache, de forma que sus miembros provienen de los individuos que forman los diversos proyectos a los que acoge OSGeo. La membresía se sustenta en la contribución activa en los proyectos y los órganos de gobierno de la Fundación.
La Fundación persigue objetivos más allá del desarrollo de software, tales como promover el acceso libre a los datos geoespaciales gubernamentales y a los datos completamente libres, como los generados y mantenidos por el proyecto OpenStreetMap. También se pone especial atención en temas educativos y en capacitación. La Fundación se estructura en diversos comités que trabajan en la implementación de estrategias para la consecución de los objetivos.

## Proyectos

La Fundación fomenta la interoperabilidad entre herramientas geográficas.

OSGeo alberga los siguientes proyectos:
Bibliotecas espaciales:
- FDO
- GDAL/OGR
- GeoTools
- GEOS
- MetaCRS

Aplicaciones de escritorio:
- GRASS GIS
- OSSIM
- Quantum GIS
- gvSIG

Aplicaciones Web:
- Mapbender
- MapGuide Open Source
- MapServer
- OpenLayers
- deegree
- GeoServer

Catálogos de metadatos:
- GeoNetwork opensource

Proyectos retirados:
- Community MapBuilder Archivado el 7 de abril de 2006 en Wayback Machine.

## Forma de gobierno
La Fundación OSGeo es una organización dirigida por la comunidad y su estructura directiva es muy pequeña. Tiene 45 miembros fundadores, 9 miembros del consejo director y la presidenta María Arias de Reyna. Acoge a más de 20 proyectos de los cuales 16 son de desarrollo de software, otros proyectos tratan sobre cuestiones organizativas propias del consejo director, el mantenimiento de la web, el marketing y la difusión, educación y datos públicos y abiertos. La Comunidad de OSGeo colabora vía una Wiki, Listas de Correo e IRC.

## Premios Sol Katz
El premio Sol Katz al Software Geoespacial Libre y de Código Abierto (GFOSS por sus siglas en Inglés) se concede anualmente a individuos que hayan destacado dentro de la Comunidad GFOSS. Los receptores del premio deben haber contribuido significativamente a través de sus actividades al avance y desarrollo de los ideales del Código Abierto en el entorno geoespacial.

## Capítulo local de la Comunidad Hispanohablante de OSGeo
OSGeo se compone de capítulos, entre los que está el Capítulo de la Comunidad Hispanohablante, que se centra en España y Latino América.

### Antecedentes
Durante las primeras jornadas de SIG Libre, en febrero de 2007, Lorenzo Becchi y Luis W. Sevilla organizaron una reunión informal para que Lorenzo, como miembro activo de la comunidad OSGeo, contara a los interesados qué es OSGeo y por qué podía ser interesante iniciar una comunidad en el idioma español en forma de Capítulo Local.
A la reunión asistieron tanto personas vinculadas en mayor o menor medida a diferentes proyectos FOSS4G, en especial gvSIG y GRASS, como personas simplemente interesadas en la iniciativa.
Inmediatamente después del congreso Lorenzo puso en marcha la lista de correo para el capítulo local así como una página en el wiki donde los interesados podían apuntarse y empezar a tejer un conjunto de contenidos mínimos: objetivos, pasos a seguir para formalizar el capítulo, etc.

### Formalización
A lo largo de 2008, y empleando la lista de correo como medio de comunicación, el Capítulo fue cobrando fuerza y estructurándose hasta que se inició un proceso electoral dirigido por  Luis W. Sevilla cuyo resultado constituyó el primer Consejo Director del Capítulo. Todos los participantes en este primer proceso electoral, fueron nombrados Miembros con Derecho a Voto del Capítulo.
El 5 de noviembre de 2008 el Capítulo Local solicitó la formalización para ser incluido oficialmente dentro de la estructura de la Fundación. El 14 de noviembre de 2008 el Board of Directors de la Fundación aprobó oficialmente el Capítulo.